# Montserrat del Amo
Montserrat del Amo (Madrid, 1927-2015) fou una escriptora espanyola de literatura infantil i juvenil.
En 1976 es va llicenciar en Filosofia i Lletres a la Universitat Complutense de Madrid. Va publicar nombroses obres de literatura infantil i juvenil, algunes de les quals han estat traduïdes al català. El 1978 va obtenir el Premi Nacional de literatura infantil i juvenil de les Lletres Espanyoles per la novel·la El nus.